# Radioteléfono móvil

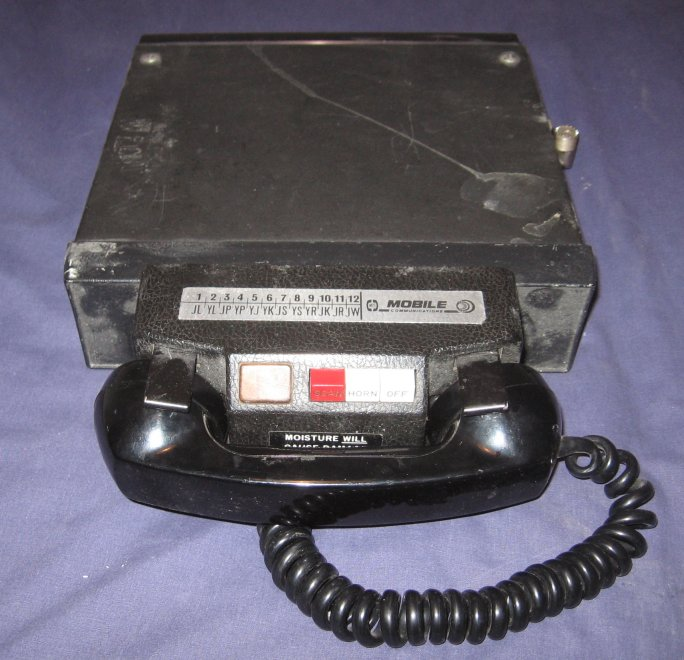
Un radioteléfono móvil.

Un radioteléfono móvil es un sistema que ha precedido a la tecnología de telefonía móvil. Dado que fueron los predecesores de la primera generación de teléfonos celulares, a veces se refieren a estos sistemas con carácter retroactivo como sistemas pre-celulares[cita requerida] (a veces, también como generación cero). Las tecnologías utilizadas en los sistemas pre-celulares incluyeron el Push to Talk (PTT o manual), Mobile Telephone System (MTS), Mejora del Servicio de Telefonía Móvil (ECIM) y Advanced Mobile Telephone System Systems (AMTS). Estos sistemas de telefonía móvil tempranos pueden distinguirse de los sistemas radiotelefónicos cerrados anteriores en que estaban disponibles como un servicio comercial que era parte de la red telefónica pública conmutada, con sus propios números de teléfono, y no como parte de una red cerrada, como una radio de la policía o sistema de despacho de taxis.
Estos teléfonos móviles se montan generalmente en los automóviles o camiones, aunque también se hicieron modelos de maletín. Por lo general, el transceptor (transmisor-receptor) fue montado en el maletero del vehículo y unido a la “cabeza” (dial, pantalla y teléfono) montado cerca del asiento del conductor.
Fueron vendidos a través WCC (Wireline Common Carriers, también conocidas como empresas telefónicas), RCC (Radio Common Carriers) y los distribuidores de radio de dos vías.